# チチハル南駅
チチハル南駅（チチハルみなみえき）は、中華人民共和国黒竜江省チチハル市竜沙区に位置する平斉線、哈斉旅客専用線の駅。

## 歴史
- 2015年8月17日　開業。

## 隣の駅
中華人民共和国鉄道部
平斉線
大民屯駅 - チチハル南駅 - チチハル駅
哈斉旅客専用線
紅旗営東駅 - チチハル駅
座標: 北緯47度16分57秒 東経123度57分57秒 / 北緯47.2824度 東経123.9658度